# Ялинковий візерунок

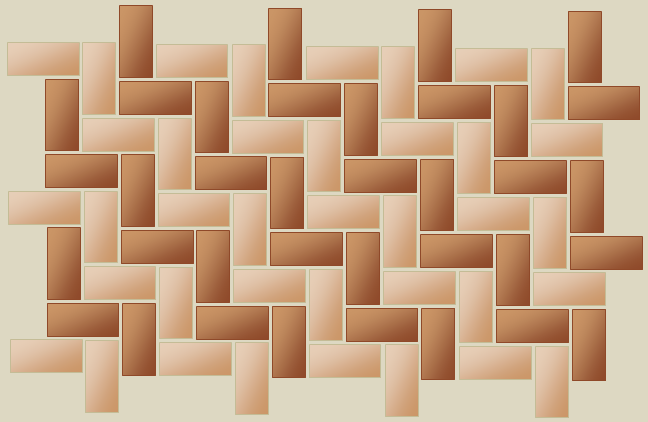
Паралельний до грані

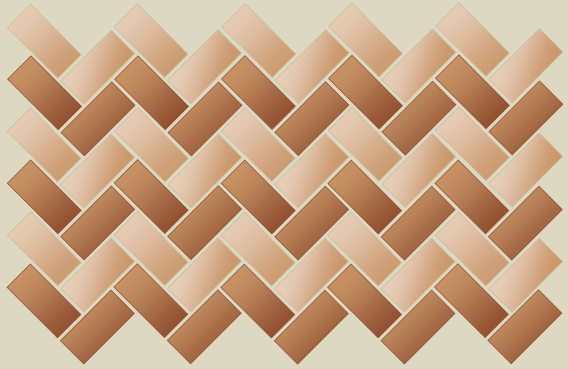
Перевернутий на 45°

Візерунок «ялинка» (англ. Herringbone pattern, нім. Fischgrätmuster) — візерунок або шаблон укладання, де розміщення кожного наступного продовгуватого елементу зміщується на свою ширину при паралельній укладці з іншими елементами. Побутову назву «візерунок ялинкою» отримав через віддалену схожість двох рядів укладених елементів із гіллям ялини.

## Використання
Знайшов широке застосування як декоративний візерунок, так і як механічне інженерне рішення. У ткацтві, візерунок ялинкою нагадує саржеве переплетення, яке міцне, але має еластичність. 
В архітектурі його можна використовувати для з'єднання окремих прямокутних частин (також паралелограмів), таких як бруківка, цегла, плитка, паркетні смуги, ламінат. Подібний шаблон здобув популярність в укладці паркету.